# Margarita Simonjan
Margarita Simonowna Simonjan (ros. Маргарита Симоновна Симоньян; ur. 6 kwietnia 1980 w Krasnodarze) – rosyjska prezenterka telewizyjna, komentatorka polityczna, redaktorka naczelna anglojęzycznej telewizji informacyjnej RT (wcześniej Russia Today), jedna z kluczowych postaci rosyjskiej propagandy rządowej.

## Życiorys
Córka handlarki kwiatami Zinaidy i montera lodówek Simona, potomków ormiańskich uchodźców z Trabzonu w ówczesnym Imperium Osmańskim. W 1995 roku spędziła rok w Stanach Zjednoczonych, w miejscowości Bristol w stanie New Hampshire, w ramach programu wymiany uczniowskiej. W późniejszych latach przedstawiała mieszkańcom Rosji Amerykę jako przykład „zła, zepsucia i antypaństwa”.
Studiowała w rodzinnym Krasnodarze, na wydziale dziennikarstwa Kubańskiego Uniwersytetu Państwowego. Jako dziewiętnastolatka rozpoczęła równolegle pracę w lokalnych mediach. W tym samym 1999 mimo braku doświadczenia została wysłana do Czeczenii, gdzie pracowała jako korespondentka wojenna relacjonująca przebieg II wojny czeczeńskiej. Za tę pracę otrzymała szereg nagród państwowych.
W 2002 przeniosła się do Moskwy, gdzie szybko awansowała. Jeszcze jako studentka znalazła się w wąskiej grupie dziennikarzy akredytowanych przez władze, towarzyszących Władimirowi Putinowi w podróżach służbowych. Została korespondentką regionalną państwowego kanału telewizyjnego Rossija (obecna nazwa Rossija 1).
W 2004 otrzymała funkcję prowadzącej program informacyjny Wiesti (ros. Вести). Znalazła się w gronie dziennikarzy ściśle współpracujących z administracją kremlowską, uczestnicząc m.in. w przygotowaniach telemostu Linia bezpośrednia z Władimirem Putinem.
Po utworzeniu w 2005 anglojęzycznego kanału informacyjnego Russia Today, 25-letnia Margarita Simonjan objęła stanowisko redaktorki naczelnej. 31 grudnia 2013 została mianowana redaktorką naczelną nowej rządowej agencji informacyjnej Rossija Siegodnia.
Była żoną dziennikarza i producenta Andrieja Blagodyrenki, z którym ma córkę (ur. 2013). Po raz drugi wyszła za mąż za rosyjsko-ormiańskiego reżysera i producenta telewizyjnego Tigrana Kieosajana, z którym współpracuje. Mają trójkę dzieci.

## Praca w aparacie propagandy
Jako reporterka z frontu II wojny czeczeńskiej przedstawiała działania wojenne zgodnie z oczekiwaniami Kremla. Chwaliła rosyjską armię, która wedle jej słów „nigdy nie rozpoczyna wojen, a jedynie je kończy” i zawsze „z szacunkiem i miłosierdziem odnosi się do przeciwnika”.
Relacjonując atak terrorystyczny na szkołę w Biesłanie w 2004 kilkakrotnie świadomie zaniżała liczbę zakładników, zaprzeczała również na wizji informacjom, jakoby terroryści domagali się od władz Rosji wycofania wojsk z Czeczenii. Za te materiały otrzymała odznaczenie państwowe oraz – zdaniem Jeleny Milaszyny, dziennikarki „Nowej Gaziety”, która zajmowała się wojną w Czeczenii – stanowisko redaktorki naczelnej Russia Today. Russia Today to jeden z najważniejszych rosyjskich projektów informacyjnych, którego celem przez wiele lat było propagowanie kremlowskiej narracji za granicą.
15 kwietnia 2022 wezwała do usunięcia z Konstytucji Federacji Rosyjskiej zapisu o zakazie cenzury: „Wielkie państwo nie może istnieć bez kontroli nad informacją. Wolność słowa doprowadzi do rozpadu kraju” – powiedziała w programie telewizyjnym prowadzonym przez Sołowjowa, podając za przykład do naśladowania Chińską Republikę Ludową.
Jej materiały są oceniane przez niezależnych ekspertów jako stronnicze, utrzymane w duchu radzieckiej propagandy. Przedstawiciele rosyjskiej opozycji skupieni wokół utworzonego przez Garriego Kasparowa w 2016 Forum Wolnej Rosji, stworzyli tak zwany „Spis Putina”, w którym mowa jest o osobach odpowiedzialnych za legitymizację dyktatury Putina, w tym także o Simonjan: „Przyczyniły się do informacyjnego i propagandowego wsparcia aktów międzynarodowej agresji zbrodni przeciwko ludzkości, w tym wojny z Gruzją, okupacji i aneksji Krymu oraz operacji wojskowych na południowym wschodzie Ukrainy, katastrofy MH-17, zabójstwa Alensandra Litwinienki i zamachu na Skripalów”.
Opozycjonista Aleksiej Nawalny wykazywał w śledztwach, że Simonian, dbając o wizerunek rosyjskiej kobiety przepełnionej miłością do ojczyzny, ma też słabość do pieniędzy. Redakcja przez nią kierowana jest szczodrze finansowana przez władze. Z raportu ministerstwa finansów wynika, że media holdingu Rossija Siegodnia, zarządzanego przez Simonian i Dmitrija Kisielowa, w 2022 miały otrzymać z budżetu blisko 35 miliardów rubli (około 1,5 miliarda złotych). Kwota ta, jak ujawniła redakcja „The Moscow Times”, zwiększyła się wraz z wybuchem wojny, kiedy „wydatki państwa na propagandę wzrosły trzykrotnie”.
Nawalny, który ujawniał majątki także innych propagandystów Putina (Władimir Sołowjow, Olga Skabiejewa), został zesłany do kolonii karnej i tam zmarł w 2024. Zarzuty o wyeliminowanie przez Putina najważniejszego polityka opozycyjnego Somonjan komentowała słowami: „Nie zamierzam im nawet tłumaczyć, że wszyscy już dawno o nim zapomnieli, że nie było sensu go zabijać”.
Z powodu silnej pozycji w aparacie kremlowskich władz oraz wpływu medialnego na społeczeństwo nazywana jest „pupilką Putina”, „carycą rosyjskich mediów” lub „carycą propagandy”.
W lipcu 2023 Federalna Służba Bezpieczeństwa Federacji Rosyjskiej poinformowała o zatrzymaniu 18-letniego Rosjanina, który miał przygotowywać zamach na życie Simonjan oraz prezenterki telewizyjnej Ksieniji Sobczak. O zlecenie zabójstwa władze oskarżyły Ukrainę.

## Postawa wobec wojny na Ukrainie
Zgodnie z narracją Kremla odmawia Ukraińcom prawa do bycia odrębnym narodem, a w konsekwencji – do posiadania własnego, niezależnego i suwerennego państwa. Jako dziennikarka popierała aneksję Krymu i działania separatystów w Donbasie wymierzone w rozbicie Ukrainy. Już w 2021 wzywała władze Federacji Rosyjskiej do aneksji Doniecka i Ługańska, miast leżących w granicach Ukrainy.
Od chwili rozpoczęcia inwazji Rosji na Ukrainę 24 lutego 2022, podobnie jak inni moskiewscy propagandyści (np. Sołowjow), była gorącą zwolenniczką działań prowadzonych przez armię. Zwalczała antywojenne protesty Rosjan w lutym 2022, odmawiając ich uczestnikom prawa przynależności do rosyjskiej wspólnoty narodowej.
W 2022 twierdziła, że jej kraj nie prowadzi na Ukrainie wojny, a nawet „operacji specjalnej”, a jedynie interweniuje w wojnie domowej w której Rosja nie jest agresorem, a wyzwolicielem: „Nikt nie walczy z Ukraińcami! Wyzwalamy Ukrainę!” W grudniu 2022 przekonywała, że jej kraj jest „zmuszony” do bombardowania Ukrainy, czego rzekomo nie chce robić. Zdaniem Wiktorii Bieliaszyn z „Gazety Wyborczej” Simonjan „za miliardy rubli propaguje kremlowską narrację, publikuje zmanipulowane materiały oraz zataja informacje na temat rzeczywistych działań rosyjskich władz, twierdząc, że Rosja nie prowadzi wojny, a jedynie specjalną operację wojenną i ratuje w ten sposób ludność Donbasu oraz rosyjską ludność na Ukrainie”.
Na początku inwazji przewidywała, że potrwa najdalej kilka dni. Opór społeczeństwa ukraińskiego interpretowała jako wpływ skrajnie prawicowych ideologii („znaczna część narodu ukraińskiego okazała się pogrążona w szaleństwie nazizmu” – powiedziała podczas ogólnokrajowego talk-show w kanale NTV).
Wielokrotnie posługiwała się bezpodstawnymi oskarżeniami pod adresem Ukraińców, manipulacjami i kłamstwami mającymi na celu wzmocnienie rosyjskiej narracji w sprawie napaści na Ukrainę. 26 marca 2022 mówiła w programie telewizyjnym NTV, że w walkach o Mariupol siły ukraińskie zrzucają celowo na dzieci zakazane bomby kasetowe, że ukraińscy lekarze wzywali do kastracji rosyjskich jeńców wojennych oraz że Ukraińcy „są gotowi wyłupywać dzieciom oczy z powodu ich pochodzenia etnicznego”.
W kwietniu 2022 groziła demokratycznej, niosącej pomoc walczącym Ukraińcom Europie, rozpętaniem trzeciej wojny światowej („Osobiście uważam, że najbardziej realistyczną drogą jest III wojna światowa”). „Musimy iść na całość aż do granicy Polski [...] To doprowadzi do wojny między NATO a Rosją. Walki te będą trwały około 15 minut” – mówiła, sugerując użycie przez Kreml broni nuklearnej. W styczniu 2023 prowadziła program, w którym zgromadzeni w studiu goście rozważali zniszczenie Stanów Zjednoczonych i zabijanie na masową skalę.
17 marca 2023 Międzynarodowy Trybunał Karny wydał nakaz aresztowania prezydenta Rosji Władimira Putina i komisarz do spraw praw dzieci w jego biurze (odpowiednika polskiego rzecznika praw dziecka) Mariji Lwowej-Biełowej. Oskarżono ich o sprawstwo kierownicze zbrodni wojennych na Ukrainie poprzez zarządzanie przymusowymi wywózkami ukraińskich obywateli, w tym dzieci, do Rosji. Simonjan zagroziła państwom, które ośmieliłyby się wykonać nakaz, rosyjskim atakiem nuklearnym.
Podobnie jak Sołowjow, bez podania dowodów oskarżała Ukrainę o zorganizowanie ataku terrorystycznego w Crocus City Hall w Krasnogorsku pod Moskwą 22 marca 2024.

## Sankcje
W lutym 2022, po rozpoczęciu inwazji Rosji na Ukrainę, Rada Unii Europejskiej nałożyła na Simonjan i kilkaset innych osób z otoczenia Putina sankcje za wspieranie działań podważających integralność terytorialną, suwerenność i niezależność Ukrainy. W dokumencie nazwano ją „jedną z centralnych postaci propagandy rządowej”.
Analogiczne sankcje w lutym wprowadziła Wielka Brytania. Simonjan znalazła się na brytyjskiej liście kremlowskich propagandystów za „zaangażowanie w rozpowszechnianie dezinformacji oraz nawoływanie do przemocy”.